# La Grange (Wyoming)

Grafika przedstawiająca burzę w pobliżu La Grange, zrobiona podczas projektu VORTEX2

La Grange – miasto w Stanach Zjednoczonych, w stanie Wyoming, w hrabstwie Goshen.